# Spoorlijn Hude - Nordenham-Blexen
De spoorlijn Hude - Nordenham-Blexen is een Duitse spoorlijn en als spoorlijn 1503 onder beheer van DB Netze die voor een groot deel langs de westzijde van de Wezer loopt.

## Geschiedenis
Het traject van Hude naar Brake werd in 1873 geopend en het traject van Brake naar Nordenham werd op 15 oktober 1875 geopend. Het goederenvervoer zorgde voor grote drukte en overslag op de boten van de Norddeutsche Lloyd. Deze boten werden later naar Bremerhaven verplaatst.
Het traject werd in 1905 verlengd naar Nordenham-Blexen met aansluiting op de veerboot naar Bremerhaven. Dit traject werd sinds 1980 weer verlaten wegens uitbreiding van de haven en industriële activiteiten.
Wegens werkzaamheden aan het traject werd er in 1972 en in 1976 ook wegens werkzaamheden aan de Huntebrücke omgereden via het traject over Oldenburg en verder via Brake naar Nordenham-Blexen.

## Treindiensten

### Deutsche Bahn
De Deutsche Bahn verzorgt tot 2010 het personenvervoer op dit traject met RB-treinen.

### S-Bahn van Bremen
De NordWestBahn heeft in maart 2008 de aanbesteding van de S-Bahn van Bremen voor de periode van 2010 tot 2021 gewonnen.
| Serie | Treinsoort                  | Route                                       | Bijzonderheden |
| ----- | --------------------------- | ------------------------------------------- | -------------- |
| S4    | Regio-S-Bahn (NordWestBahn) | Bremen Hbf – Delmenhorst – Hude – Nordenham |                |

## Elektrische tractie
Het traject werd geëlektrificeerd met een wisselspanning van 15.000 volt 16⅔ Hz.